# Купрес (громада, Республіка Сербська)
Купрес (серб. Општина Купрес) — боснійська громада, розташована в регіоні Баня-Лука Республіки Сербської. Адміністративним центром є село Ново-Село.